# Aleksandr Sieukand
Aleksandr Jurjewicz Sieukand, ros. Александр Юрьевич Сеуканд; ukr. Олександр Юрійович Сеуканд – Ołeksandr Jurijowycz Seukand (ur. 6 grudnia 1950 w Moskwie) – radziecki hokeista, trener hokejowy z rosyjskim obywatelstwem.

## Kariera zawodnicza
- Krylja Sowietow Moskwa (1970-1972)
- Dinamo Kijów (1972-1973)
- Sokoł Kijów (1973-1980)
- Maszynostroitiel Kijów (1980-1982)

Jako zawodnikiem występował w zespołach uczestniczących w rozgrywkach radzieckich. Od 1972 przebywał w Ukraińskiej SRR.

## Kariera trenerska
- DJuSz Sokoł Kijów (1983-1984), asystent trenera
- SzWSM Kijów (1984-1987), główny trener
- Sokoł Kijów (1987-1992), drugi trener
- Sokił Kijów (1993-2011), główny trener
- Reprezentacja Ukrainy (1997-2003), asystent selekcjonera
- Reprezentacja Ukrainy (2003-2009), selekcjoner
- Kapitan Stupino (2011), główny trener
- Kompańjon Kijów (2011-2014) i Kryżynka-Kompańjon Kijów (2015-2016), główny trener
- Generals Kijów (2016-2017), główny trener
- Dynamo Charków (2017-2018), główny trener
- HK Mariupol (2020), główny trener

Po zakończeniu kariery zawodniczej został trenerem. W latach 90. i na początku XXI wieku prowadził Sokił Kijów w lidze ukraińskiej oraz w rozgrywkach w innych rozgrywkach międzykrajowych. Po 17 latach na stanowisku trenera tej drużyny w lipcu 2017 został głównym trenerem rosyjskiego zespołu Kapitan Stupino, zgłoszonego w tym roku do rosyjskich rozgrywkach juniorskich MHL i pełnił to stanowisko do października tego roku. Przez cztery sezony prowadził Kompańjon Kijów, wpierw przez trzy edycje ligi do 2014 oraz po roku przerwy od 2015 do 16. Pod koniec października 2016 został głównym trenerem Generals Kijów. Na początku września 2017 został mianowany głównym szkoleniowcem Dynama Charków. Pod koniec listopada 2018 ustąpił ze stanowiska. W 2020 został głównym trenerem zespołu HK Mariupol, przyjętego do sezonu UHL 2020/2021. Pod koniec grudnia 2020 ogłoszono jego odejście ze stanowiska.
Równolegle z pracą trenera klubowego udzielał się pracy szkoleniowej seniorskiej reprezentacji Ukrainy, Początkowo pracował u boku głównego trenera pełniąc funkcję asystenta podczas turniejów mistrzostw świata edycji 1998 (Grupa B), 2000, 2001, 2002, 2003 (Elita) oraz zimowych igrzysk olimpijskich w 2002 (głównym trenerem był Anatolij Bogdanow). Następnie był selekcjonerem tej kadry podczas turniejów mistrzostw świata edycji 2004, 2005, 2006, 2007 (Elita), 2008, 2009 (Dywizja I). Po MŚ Elity w 2007 został pierwotnie zwolniony ze stanowiska. Po czym ponownie zatrudniony prowadził kadrę na jeszcze dwóch turniejach mistrzowskich w Dywizji I.

## Sukcesy
Klubowe szkoleniowe
- Złoty medal Wschodnioeuropejskiej Ligi Hokejowej: 1998, 1999 z Sokiłem Kijów
- Srebrny medal Wschodnioeuropejskiej Ligi Hokejowej: 1997, 2000 z Sokiłem Kijów
- Brązowy medal Wschodnioeuropejskiej Ligi Hokejowej: 2001, 2003 z Sokiłem Kijów
- Puchar Wschodnioeuropejskiej Ligi Hokejowej: 1998, 1999 z Sokiłem Kijów
- Złoty medal mistrzostw Ukrainy: 1993, 1995, 1997, 1998, 1999, 2003, 2004, 2005, 2006, 2008, 2009, 2010 z Sokiłem Kijów, 2014 z Kompańjonem Kijów
- Srebrny medal mistrzostw Ukrainy: 1994, 2000, 2001, 2002, 2011 z Sokiłem Kijów, 2013 z Kompańjonem Kijów
- Puchar Ukrainy: 2007 z Sokiłem Kijów
- 1/8 finału Mistrzostw Rosji: 2008 z Sokiłem Kijów
- Czwarte miejsce ekstraligi białoruskiej: 2005 z Sokiłem Kijów
- Grupowy turniej półfinałowy Pucharu Mistrzów IIHF: 1993, 1995, 1996 z Sokiłem Kijów
- Runda półfinałowa Pucharu Kontynentalnego: 2002/03, 2004/05, 2006/07 z Sokiłem Kijów

Wyróżnienia
- Tytuł „Zasłużony Trener Ukrainy”[13]
- Tytuł honorowy „Zasłużony Pracownik Kultury Fizycznej i Sportu Ukrainy” (2008)[14]